# Сырумяэ
Сы́румяэ (эст. Sõrumäe) — деревня в волости Алутагузе уезда Ида-Вирумаа, Эстония. До 2017 года входила в состав ныне упразднённой волости Ийзаку.

## География
Деревня находится в южной части уезда, в пределах низменности Алутагузе, при автодороге 3 (E 264), на берегах реки Раннапунгерья, на расстоянии примерно 20 километров (по прямой) к юго-юго-западу (SSW) от посёлка Йыхви, административного центра уезда. Абсолютная высота — 60 метров над уровнем моря.
Климат деревни характеризуется как переходный от умеренно-морского к умеренно континентальному (Dfb в классификации климатов Кёппена).

## Население
По данным переписи населения 2011 года, в деревне проживало 12 человек (7 мужчин и 5 женщин), из которых эстонцы составляли 91,7 %. Возрастная структура население деревни: 41,7 % — жители в возрасте 18—64 года и 58,3 % — 65 лет и старше.
Численность населения деревни Сырумяэ:
| Год  | 2000 | 2011 | 2017 | 2018 | 2019 | 2020 |
| ---- | ---- | ---- | ---- | ---- | ---- | ---- |
| Чел. | 27   | ↘ 12 | ↗ 27 | 27   | 27   | ↘ 26 |

## История
В письменных источниках 1426 года упоминается Sordemecke (деревня), 1796 года — Soromäggi; русскоязычные названия: Тереб, Терп-Гора́.
На военно-топографических картах Российской империи (1846–1863 годы), в состав которой входила Эстляндская губерния, деревня обозначена как Сурумяги.
В 1935 году южную часть Сырумяэ называли деревней Силлатага (Sillataga), в 1945 году — Силлатагузе (Sillataguse), в дальнейшем этот топоним не использовался.